# Gentiana nerterifolia
Gentiana nerterifolia là một loài thực vật có hoa trong họ Long đởm. Loài này được P.Royen mô tả khoa học đầu tiên năm 1964.